# 킴방구주의
킴방구주의(프랑스어: Kimbanguisme) 또는 킴방구주의 교회(프랑스어: Église kimbanguiste)는 시몽 킴방구가 세운 기독교의 독립교회로, 정식 명칭은 예수 그리스도가 특사 시봉 킴방구를 통해 땅에 세운 교회(프랑스어: Église de Jésus Christ sur la Terre par son envoyé spécial Simon Kimbangu)이다.
신도 수는 550만명으로 추산된다.
청교도적인 금욕주의 윤리를 따라 폭력·중혼·주술·음주·흡연 등을 금한다.
시몽 킴방구와 그 아들과 손자를 성령의 현신으로 생각한다.

## 같이 보기
- 만돔베 문자